# Botanophila pilosibucca
Botanophila pilosibucca är en tvåvingeart som beskrevs av Zhong 1985. Botanophila pilosibucca ingår i släktet Botanophila och familjen blomsterflugor. Inga underarter finns listade i Catalogue of Life.